# 巴克霍恩鎮區 (阿肯色州巴克斯特縣)
巴克霍恩鎮區（英語：Buckhorn Township）是位於美國阿肯色州巴克斯特縣的一個行政鎮區。

## 地方資料
巴克霍恩鎮區的面積為44.66平方千米，當中陸地面積為42.74平方千米，而水域面積為1.92平方千米。根據2010年美國人口普查的數據，當地共有人口969人，而人口密度為每平方千米21.7人。